# São Nicolau Tolentino (Santiago)

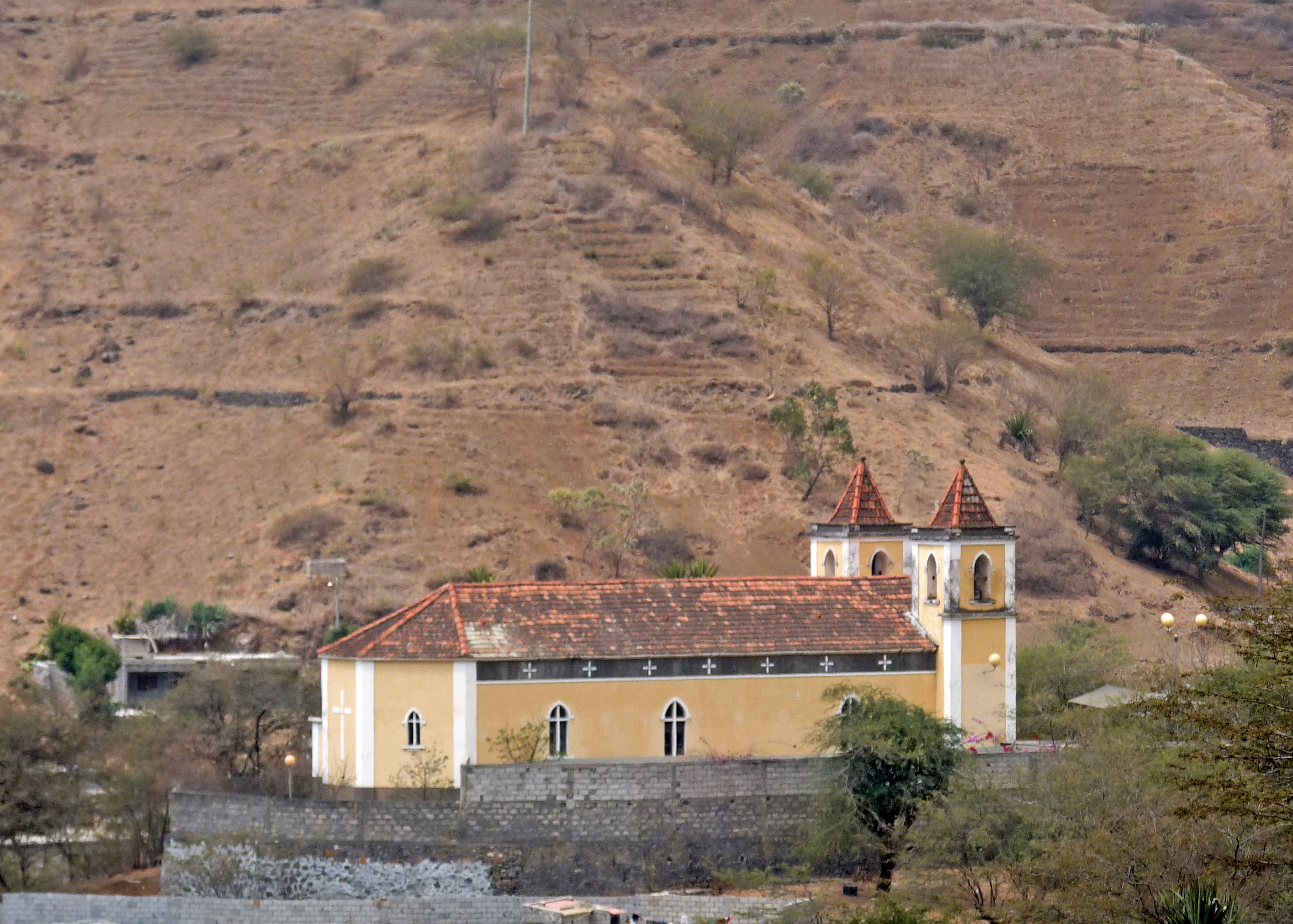
Igreja em São Nicolau Tolentino.

São Nicolau Tolentino é uma freguesia de Cabo Verde. Pertence ao concelho de São Domingos e à ilha de Santiago. A sua área coincide com a Paróquia de São Nicolau Tolentino.

## Estabelecimentos
- Achada Mitra  (pop: 106)
- Água de Gato (pop: 957)
- Banana (pop: 180)
- Chamine  (pop: 79)
- Dacabalaio (pop: 37)
- Fontes Almeida  (pop: 745)
- Gudim (pop: 362)
- Lagoa (pop: 390)
- Massapé (ou Achada Loura, pop: 89)
- Mato Afonso (pop: 327)
- Mendes Faleiro Cabral (pop: 86)
- Mendes Faleiro Rendeiro (pop: 117)
- Nora (pop: 323)
- Pó de Saco  (pop: 174)
- Ribeirão Chiqueiro (pop: 773)
- Robão Cal (pop: 149)
- Rui Vaz (pop: 1,078)
- São Domingos (ou as Várzea da Igreja, pop: 2,818)
- Veneza (pop: 1)